# Прапор Чернівців
Пра́пор Чернівці́в затверджений рішенням Чернівецької міської ради.

## Опис прапора
Прапор складається з древка, навершя і полотнища.
Полотнище — основна частина прапора — двостороннє прямокутної форми, розміром 136 x 180 см. 

Лицева сторона полотнища — біле поле з шовку, обрамлене атласною смугою завширшки 12 см з біло-червоних зубоподібних трикутників.
В центрі аплікаційна, рельєфна вишивка — герб міста геральдичний щит червоного — кольору, на якому розміщені срібна (біла) відкрита мурована брама з сімома зубцями над ними, в два ряди, вісім (по чотири в ряду) вмурованих каменів, посеред відкритої брами розміщено державний герб України — фігуральний золотий (жовтий) тризуб.
Під воротами дві перехрещені лаврові гілки, перев'язані синьо-жовтою стрічкою. Герб обрамлений бронзовим орнаментальним картушем завершений срібною мурованою короною з п'ятьма помітними виступами.

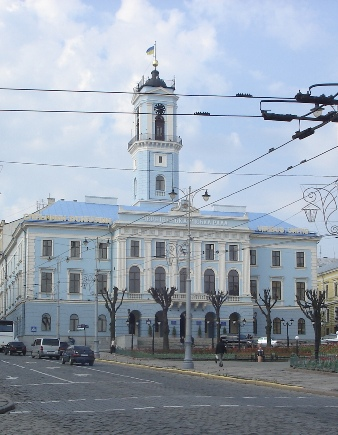

Над гербом рельєфно напівкругом академічним шрифтом вишито напис українською мовою: «Чернівці». Під гербом — «1408» (дата першої писемної згадки про Чернівці).
З обох боків герба і всі чотири кути поля заповнені вигаптуваним рослинним орнаментом, а на кутках поля орнаменти доповнені двома буковими гілками з горішками, листочки яких вишиті шовковими нитками зеленого кольору широкої палітри.
Зворотна сторона  (сучасна варіація)— Біле поле з репсу обрамлене такою ж смугою як і лицева. У центрі розміщено герб України: геральдичний щит синього кольору з нанесеним на нього золотим фігуральним тризубом. Зворотна сторона  (стара варіація)— Жовте поле з репсу обрамлене такою ж смугою як і лицева. У центрі розміщено герб України: геральдичний щит синього кольору з нанесеним на нього золотим фігуральним тризубом. Всі чотири кути поля заповнені рельєфним рослинним фігуральним орнаментом, які доповнені двома дубовими гілками з жолудями, листя яких вишиті шовковими нитками зеленого кольору широкої палітри.

## Вигляд зворотного боку

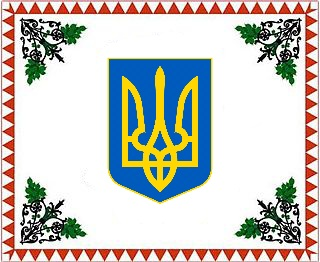
Вигляд зворотного боку (сучасна варіація)
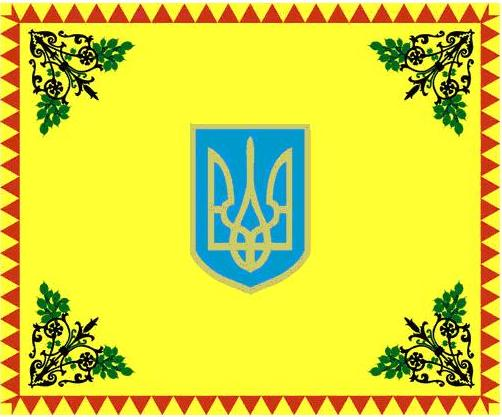
Вигляд зворотного боку (стара варіація)

## Виготовлення прапора
На виготовлення полотнища необхідно буде використати: шовк, репс, атлас, бавовняне полотно, шовкові, металеві нитки срібного, золотого, зеленого (всіх відтінків), темно-коричневого кольорів.
Техніка виконання: ручна робота, аплікація, гаптування, вишивка; гравіровка, чеканка. Полотнище має бути прикріпленим до древка, цвяхами з декоративними латунними головками. Древко — кругла діаметром 4,5 см, жердина довжиною 218 см, забарвлене в червоно-білі кольори міста, як і на смузі полотнища, вкісними смугами. На нижньому кінці-повинен бути металевий патрон для гнізда прапорного держака, а верх увінчаний навершям.
Навершя списоподібне, довжиною 51 см, виготовлено з латуні жовтого кольору, і складається з трьох частин: ніжки, цоколя і вершини. Ніжка — кругла, довжиною 51 см, трубка в перетині 4,5 см, до якої посередині обручами прикріплені протилежно розташовані три скоби форми латинської прописної літери «S», до яких будуть прикріплюватися нагородні та пам'ятні стрічки. В основі трубки болт з фігурним шурупом при допомозі якого навершя кріпиться до древка.
Цоколь має вигляд трубки довжиною 8 см, на яку посередині насаджено сильно стиснуту з полюсів кулю діаметром 10 см, по колу прикрашену смугою з вичеканеними на ній низкою напівкульок. Кінці трубки, що виходять з кулі по полюсах, мають невеличкий зовнішній вигин у вигляді ободку. Вершина має вигляд фігурального леза списа розміром 25*13,5 см, закріпленого на латунному стержні, який вставляється у цоколь і ніжку (довжиною 23 см).
Щоки списа прикрашені вигравіруваними рослинними орнаментами барочного типу, а в центрі широкої частини з обох сторін, вичеканено накладний герб міста — мініатюри копій герба міста, що на лицевій стороні полотнища прапора. Різняться вони лише тим, що на гербах навершя ворота і корона чорного кольору. Це пояснюється тим, що канони геральдики не дозволяють насаджувати один на одного благородні метали (срібло на золото і навпаки).

## Автор ескізу прапора
Автором ескізу прапора міста Чернівці є чернівецький художник, Заслужений художник України Криворучко Орест Іванович.